# Ravan (otok)
Ravan je nenaseljeni otočić u hrvatskom dijelu Jadranskog mora.
Njegova površina iznosi 0,106 km². Dužina obalne crte iznosi 1,65 km.